# Točak Perjasički
Točak Perjasički es una localidad de Croacia en el municipio de Barilović, condado de Karlovac.

## Geografía
Se encuentra a una altitud de 228 m s. n. m. a 87 km de la capital nacional, Zagreb.

## Demografía
En el censo 2011, el total de población de la localidad fue de 1 habitantes.
| Gráfica de población de Točak Perjasički 1857-2011                  |
|                                                                     |
| Según los censos de población de la oficina estadística de Croacia. |